# Permanent Vacation Tour
Permanent Vacation Tour – czwarta trasa koncertowa zespołu Aerosmith, która odbyła się na przełomie 1987 i 1988 r. W 1987 zespół dał 44 koncerty w USA. W 1988 odbyło się 99 koncertów w USA i 5 w Japonii.

## Program koncertów
Program koncertów na trasie stanowiło sześć piosenek z płyty Permanent Vacation oraz cover The Beatles I’m Down. Zespół również grał starsze utwory z lat 1973–1982. Typowy program koncertów stanowiły następujące utwory:
1. „Toys in the Attic”
2. „Same Old Song and Dance”
3. „Big Ten Inch Record”
4. „Dude (Looks Like A Lady)”
5. „Lightning Strikes”
6. „Rag Doll”
7. „Hangman Jury”
8. „Permanent Vacation”
9. „Angel”
10. „Back in the Saddle”
11. „Last Child”
12. „Draw the Line”
13. „Rats in the Cellar”
14. „One Way Street”
15. „Dream On”
16. „Train Kept-A-Rollin'”
17. „Sweet Emotion”
18. „I’m Down”
19. „Walk This Way"

## Lista koncertów

### Koncerty w 1987
- 16 października – Binghamton, Nowy Jork, USA – Broome County Veterans Memorial Arena
- 17 października – Buffalo, Nowy Jork, USA – Buffalo Memorial Auditorium
- 19 października – Syracuse, Nowy Jork, USA – War Memorial at Oncenter
- 20 października – Toronto, Ontario, Kanada – Maple Leaf Gardens
- 22 października – Montreal, Quebec, Kanada – Montreal Forum
- 24 października – Rochester, Nowy Jork, USA – Rochester Community War Memorial
- 25 października – Glens Falls, Nowy Jork, USA – Glens Falls Civic Center
- 27 i 28 października – Portland, Maine, USA – Cumberland County Civic Center
- 30 i 31 października – Providence, Rhode Island, USA – Providence Civic Center
- 1 listopada – Springfield, Massachusetts, USA – Springfield Civic Center
- 3 listopada – New Haven, Connecticut, USA – New Haven Coliseum
- 5 listopada – Pittsburgh, Pensylwania, USA – Civic Arena
- 7 listopada – Lake Placid, Nowy Jork, USA – Herb Brooks Arena
- 8 listopada – Uniondale, Nowy Jork, USA – Nassau Veterans Memorial Coliseum
- 10 i 11 listopada – Filadelfia, Pensylwania, USA – The Spectrum
- 13 listopada – East Rutherford, New Jersey, USA – Brendan Byrne Arena
- 14 listopada – Richmond, Wirginia, USA – Richmond Coliseum
- 16 listopada – Hampton, Wirginia, USA – Hampton Roads Coliseum
- 17 listopada – Roanoke, Wirginia, USA – Roanoke Civic Center
- 19 listopada – Landover, Maryland, USA – Capital Centre
- 20 listopada – Bethlehem, Pensylwania, USA – Stabler Arena
- 22 listopada – Raleigh, Karolina Północna, USA – Reynolds Coliseum
- 25 listopada – Toledo, Ohio, USA – Toledo Sports Arena
- 26 listopada – Indianapolis, Indiana, USA – Market Square Arena
- 27 listopada – Cincinnati, Ohio, USA – Cincinnati Gardens
- 29 listopada – Richfield, Ohio, USA – Richfield Coliseum
- 30 listopada – Fort Wayne, Indiana, USA – Allen County War Memorial Coliseum
- 2 grudnia – Rosemont, Illinois, USA – Rosemont Horizon
- 3 grudnia – Columbus, Ohio, USA – Battele Hall
- 5 grudnia – Detroit, Michigan, USA – Joe Louis Arena
- 6 grudnia – Saginaw, Michigan, USA – Wendler Arena
- 8 grudnia – Milwaukee, Wisconsin, USA – MECCA Arena
- 9 grudnia – St. Louis, Missouri, USA – St. Louis Arena
- 11 grudnia – Omaha, Nebraska, USA – Omaha Civic Auditorium
- 12 grudnia – Saint Paul, Minnesota, USA – Saint Paul Civic Center Arena
- 13 grudnia – Madison, Wisconsin, USA – Dane County Exposition Center
- 27 grudnia – Augusta, Maine, USA – Augusta Civic Center
- 28, 30 i 31 grudnia – Worcester, Massachusetts, USA – The Centrum

### Koncerty w 1988

#### Ameryka Północna – część 1
- 16 stycznia – Seattle, Waszyngton, USA – Seattle Center Coliseum
- 18 stycznia – Pullman, Waszyngton, USA – Beasley Performing Arts Coliseum
- 20 stycznia – Vancouver, Kolumbia Brytyjska, Kanada – Pacific Coliseum
- 21 stycznia – Portland, Oregon, USA – Memorial Coliseum
- 23 stycznia – Reno, Nevada, USA – Lawlor Events Center
- 24 stycznia – Sacramento, Kalifornia, USA – ARCO Arena
- 26 stycznia – Fresno, Kalifornia, USA – Selland Arena
- 27 stycznia – Inglewood, Kalifornia, USA – Kia Forum
- 29 stycznia – Daly City, Kalifornia, USA – Cow Palace
- 30 stycznia – Oakland, Kalifornia, USA – Oakland-Alameda County Coliseum
- 1 lutego – San Diego, Kalifornia, USA – San Diego Sports Arena
- 2 lutego – Paradise, Nevada, USA – Thomas & Mack Center
- 4 i 6 lutego – Long Beach, Kalifornia, USA – Long Beach Convention and Entertainment Center
- 7 lutego – Phoenix, Arizona, USA – Arizona Veterans Memorial Coliseum
- 8 lutego – Tucson, Arizona, USA – Tucson Community Center
- 10 lutego – El Paso, Teksas, USA – The Special Events Center
- 12 lutego – Austin, Teksas, USA – Frank Erwin Center
- 13 lutego – Dallas, Teksas, USA – Reunion Arena
- 15 lutego – Houston, Teksas, USA – The Summit
- 16 lutego – San Antonio, Teksas, USA – Freeman Coliseum
- 18 lutego – Tulsa, Oklahoma, USA – Tulsa Convention Center
- 19 lutego – Kansas City, Missouri, USA – Kemper Arena
- 21 lutego – Carbondale, Illinois, USA – SIU Arena
- 22 lutego – Cedar Rapids, Iowa, USA – Five Seasons Center
- 24 lutego – Valley Center, Kansas, USA – Kansas Coliseum
- 25 lutego – Oklahoma City, Oklahoma, USA – Myriad Convention Center
- 27 lutego – Shreveport, Luizjana, USA – Hirsch Memorial Coliseum
- 28 lutego – Nowy Orlean, Luizjana, USA – Lakefront Arena

#### Ameryka Północna – część 2
- 21 marca – Roanoke, Wirginia, USA – Roanoke Civic Center
- 23 marca – Greensboro, Karolina Północna, USA – Greensboro Coliseum
- 25 marca – Charlotte, Karolina Północna, USA – Charlotte Coliseum
- 26 marca – Columbia, Karolina Południowa, USA – Carolina Coliseum
- 28 marca – Savannah, Georgia, USA – Savannah Civic Center
- 31 marca – Knoxville, Tennessee, USA – James White Civic Coliseum
- 1 kwietnia – Nashville, Tennessee, USA – Nashville Municipal Auditorium
- 2 kwietnia – Little Rock, Arkansas, USA – Barton Coliseum
- 5 kwietnia – Memphis, Tennessee, USA – Mid-South Coliseum
- 6 kwietnia – Jackson, Mississippi, USA – Mississippi Coliseum
- 8 kwietnia – Atlanta, Georgia, USA – Omni Coliseum
- 9 kwietnia – Birmingham, Alabama, USA – Birmingham-Jefferson Civic Complex
- 11 kwietnia – Huntsville, Alabama, USA – Von Braun Civic Center
- 12 kwietnia – Chattanooga, Tennessee, USA – UTC Arena
- 14 kwietnia – Biloxi, Mississippi, USA – Mississippi Coast Coliseum
- 16 kwietnia – Jacksonville, Floryda, USA – Jacksonville Memorial Coliseum
- 17 kwietnia – Pembroke Pines, Floryda, USA – Hollywood Sportatorium
- 20 kwietnia – Lakeland, Floryda, USA – Lakeland Civic Center
- 22 kwietnia – North Fort Myers, Floryda, USA – Lee County Civic Center
- 29 kwietnia – Johnson City, Tennessee, USA – Freedom Hall Civic Center
- 30 kwietnia – Louisville, Kentucky, USA – Freedom Hall
- 2 maja – Trotwood, Ohio, USA – Hara Arena
- 3 maja – Evansville, Indiana, USA – Roberts Municipal Stadium
- 6 maja – Rochester, Minnesota, USA – Mayo Civic Center
- 8 maja – Winnipeg, Kanada – Winnipeg Arena
- 12 maja – Edmonton, Kanada – Northlands Coliseum
- 14 maja – Calgary, Kanada – Olympic Saddledome
- 17 maja – Boise, Idaho, USA – BSU Pavillion
- 18 maja – Salt Lake City, Utah, USA – Salt Palace
- 20 maja – Denver, Kolorado, USA – McNichols Sports Arena
- 21 maja – Pueblo, Kolorado, USA – Colorado State Fair
- 22 maja – Albuquerque, Nowy Meksyk, USA – Tingley Coliseum

#### Japonia
- 17 czerwca – Nagoja, Nagoya Shi-Kokaido
- 20 czerwca – Osaka, Osaka Castle Hall
- 21, 23 i 24 czerwca – Tokio, Nippon Budokan
- 26 czerwca – Jokohama, Yokohama Cultural Gymnasium

#### Ameryka Północna – część 3
- 17 lipca – Hoffman Estates, Illinois, USA – Poplar Creek Music Theater
- 19 lipca – Richfield, Ohio, USA – Richfield Coliseum
- 20 lipca – Wheeling, Wirginia Zachodnia, USA – Wheeling Civic Center
- 22 lipca – Cape Girardeau, Missouri, USA – Show Me Center
- 24 lipca – Dallas, Teksas, USA – Coca-Cola Starplex Amphitheatre
- 26 lipca – Bonner Springs, Kansas, USA – Sandstone Amphitheater
- 27 lipca – Ames, Iowa, USA – Hilton Coliseum
- 29 lipca – East Troy, Wisconsin, USA – Alpine Valley Music Theater
- 30 lipca – Mears, Michigan, USA – Val Du Lakes Amphitheatre
- 1 sierpnia – Cincinnati, Ohio, USA – Riverbend Music Center
- 2 sierpnia – Indianapolis, Indiana, USA – Market Square Arena
- 4 i 5 sierpnia – Filadelfia, Pensylwania, USA – The Spectrum
- 6 sierpnia – Saratoga Springs, Nowy Jork, USA – Saratoga Performings Arts Center
- 7 sierpnia – Middletown, Nowy Jork, USA – Orange County Fairgrounds
- 9 sierpnia – Weedsport, Nowy Jork, USA – Cayuga County Fairgrounds
- 11, 12 i 13 sierpnia – Clarkston, Michigan, USA – Pine Knob Music Theatre
- 16 sierpnia – East Rutherford, New Jersey, USA – Giants Stadium
- 17 sierpnia – Columbia, Maryland, USA – Merriweather Post Pavillion
- 19 sierpnia – Portland, Maine, USA – Cumberland County Civic Center
- 21 sierpnia – Toronto, Kanada – Exhibition Stadium
- 22 sierpnia – Ottawa, Kanada – Lansdowne Park
- 24, 25 i 26 sierpnia – Mansfield, Massachusetts, USA – Great Woods Center for the Performing Arts
- 28 sierpnia – Thornville, Ohio, USA – Buckeye Lake Music Center
- 30 sierpnia – Plains Township, Pensylwania, USA – Pocono Downs
- 31 sierpnia – Pittsburgh, Pensylwania, USA – Civic Arena
- 2 września – Antioch, Tennessee, USA – Starwood Amphitheatre
- 3 września – St. Louis, Missouri, USA – St. Louis Arena
- 7 września – Universal City, Kalifornia, USA – Ceremonia rozdania nagród MTV za muzyczne wideo; wykonanie utworu „Dude (Looks Like A Lady)”
- 8 września – Concord, Kalifornia, USA – Concord Pavillion
- 9 września – Sacramento, Kalifornia, USA – California Exposition & State Fair
- 10 września – Mountain View, Kalifornia, USA – Shoreline Amphitheatre
- 12 września – Chandler, Arizona, USA – Compton Terrace Amphitheater
- 14 i 15 września – Costa Mesa, Kalifornia, USA – Pacific Amphitheatre